# Raiane Vasconcelos
Raiane Vasconcelos (* 3. Juli 1997) ist eine brasilianische Leichtathletin, die sich auf den Siebenkampf spezialisiert hat. In den Jahren 2022 und 2024 wurde sie Hallensüdamerikameisterin im Fünfkampf.

## Sportliche Laufbahn
Erste Erfahrungen bei internationalen Meisterschaften sammelte Raiane Vasconcelos im Jahr 2021, als sie bei den Südamerikameisterschaften in Guayaquil mit 5821 Punkten auf Anhieb die Bronzemedaille hinter den Kolumbianerinnen Evelis Aguilar und Martha Araújo gewann. Im Jahr darauf siegte sie mit 3921 Punkten im Fünfkampf bei den Hallensüdamerikameisterschaften in Cochabamba. Im Mai beendete sie ihren Wettkampf bei den Ibero-Amerikanischen Meisterschaften in La Nucia bereits nach der ersten Disziplin und im Oktober gelangte sie bei den Südamerikaspielen in Asunción mit 5067 Punkten auf Rang fünf. 2023 wurde sie bei den Panamerikanischen Spielen in Santiago de Chile mit 5184 Punkten Siebte und im Januar 2024 verteidigte sie bei den Hallensüdamerikameisterschaften in Cochabamba mit 3624 Punkten ihren Titel im Fünfkampf.
2020 wurde Vasconcelos brasilianische Meisterin im Siebenkampf.

## Persönliche Bestleistungen
- Siebenkampf: 5927 Punkte, 25. April 2021 in Bragança Paulista
  - Fünfkampf (Halle): 3921 Punkte, 19. Februar 2022 in Cochabamba